# Chiesa di San Pantaleone (Napoli)
La chiesa di San Pantaleone è un luogo di culto di Napoli, situato nei quartieri Spagnoli, in via San Pantaleone.

## Storia e descrizione
La chiesa è il frutto di un intervento architettonico di restauro avvenuto nel XVIII secolo.
La facciata, dalla tipica impostazione barocca, è leggermente arretrata rispetto all'asse stradale ed ha un semplice portale racchiuso tra lesene in stucco.
Attualmente la chiesa versa in condizioni di degrado ed è chiusa al pubblico da anni; per questo non è possibile verificare lo stato di conservazione delle decorazioni interne e delle opere d'arte qui conservate,  tra quest' ultime vanno annoverate due tele di Giuseppe Marullo (raffiguranti La Madonna del Rosario e Il Martirio di San Pantaleone) e un crocifisso ligneo attribuito a Giacomo Colombo.
La pianta è ad aula unica con cappelle e cupola, tipico delle chiese della controriforma.